# Pyu
Pyu (burmanski: ပျူ မြို့ပြ နိုင်ငံများ) su bili skupina gradova-država koja je postojala od oko 2. stoljeća pr. Kr. do oko sredine 11. stoljeća u današnjoj sjevernoj Burmi (Mjanmar). Pyu je jedna od prvih civilizacija u jugoistočnoj Aziji.

## Povijest
Prve gradove-države u Burmi osnovali su Pyu narodi sa sjevera koji su govorili tibetsko-burmanski Pyu jezik, a koji su najraniji stanovnici Burme koji u njoj i danas žive. Razdoblje tisuću godina vladavine Pyu gradova se često naziva „Pyu tisućljeće”, a povezuje brončanog doba i početak klasičnog razdoblja kada je krajem 9. stoljeća nastalo Pagan Kraljevstvo. 
Otkriveno je pet glavnih utvrđenih gradova-država i nekoliko manjih gradova u tri glavne navodnjavane regije Gornje Burme: dolina rijeke Mu, Kyaukse ravnice i Minbu regija, oko ušća rijeka Irrawaddy i Chindwin. Kao dio kopnenih trgovačkih putova između Kine i Indije, Pyu carstvo se postupno proširilo na jug. Halin, osnovan u 1. stoljeću na sjevernom rubu Gornje Burme, bio je najveći i najvažniji grad dok ga oko 7. ili 8. stoljeća nije zamijenila Sri Ksetra (u blizini modernog Pyaya) na južnom rubu Carstva. Dvostruko veća od Halina, Sri Ksetra je bio najveći i najutjecajniji Pyu centar.
Milenij stara civilizacija je propala u 9. stoljeću kada su gradove-države uništile učestale invazije Kraljevine Nanzhao. Burmanci, koji su došli iz Nanzhaoa, osnovali su garnizonski grad Bagan na ušću rijeka Irrawaddy i Chindwin. Pyu naselja su preživjela u Gornjoj Burmi sljedeća tri stoljeća, ali narod Pyu se postupno apsorbirao u šireće Pagansko Kraljevstvo. Pyu jezik je još uvijek postojao sve do kraja 12. stoljeća, ali je do 13. stoljeća Pyu narod prihvatio burmansku etničku pripadnost. Povijesti i legende Pyua su uključene u burmanske.

## Odlike
Pyu kultura je uvelike bila pod utjecajem trgovine s Indijom, te prihvaća budizam, kao i druge kulturne, arhitektonske i političke koncepte koji su imali trajan utjecaj na kulturu i političko uređenje Burme. Pyu kalendar, temeljen na budističkom kalendaru, kasnije je postao burmanski kalendar (koji započinje 22. ožujka 638.). Najnovija istraživanja, iako još uvijek nisu potvrđena, sugeriraju kako je Pyu pismo, utemeljeno na indijskom Bràhmã pismu, izvor Mon pisma kojim se piše burmanski jezik.
Tri djelomice iskopana Pyu grada, s njihovim zidinama od opeke i jarcima: Sri Ksetra, Halin i Beikthano, su upisani na UNESCO-ov popis mjesta svjetske baštine u Aziji 2014. godine kao „Drevni Pyu gradovi” jer svojim sustavom navodnjavanja u suhoj dolini rijeke Ayeyarwady (Irrawaddy) svjedoče o naprednoj civilizaciji koja je cvala više od 1000 godina. Njihovi ostaci uključuju citadele-palače, nekropole i rane industrijske komplekse, ali i budističke stupe od opeke, te dijelove gradskih zidina i sustava navodnjavanja od kojih su neki dijelovi još u upotrebi, a koji naglašavaju ovo razvijeno poljoprivredno društvo.

## Vanjske poveznice
- Bob Hudson, “A Pyu Homeland in the Samon Valley: a new theory of the origins of Myanmar's early urban system”  Arhivirana inačica izvorne stranice od 26. studenoga 2013. (Wayback Machine), ožujka 2005. (engl.)